# Бринзарі
Бринзарі (рум. Brânzari) — село у повіті Арджеш в Румунії. Входить до складу комуни Мічешть.
Село розташоване на відстані 115 км на північний захід від Бухареста, 11 км на північ від Пітешть, 107 км на північний схід від Крайови, 98 км на південний захід від Брашова.

## Населення
За даними перепису населення 2002 року у селі проживала 81 особа, усі — румуни. Усі жителі села рідною мовою назвали румунську.